# Chelifera serraticauda
Chelifera serraticauda är en tvåvingeart som beskrevs av Engel 1939. Chelifera serraticauda ingår i släktet Chelifera och familjen dansflugor. Inga underarter finns listade i Catalogue of Life.